# Josef Diehl
Josef Diehl (* 18. Juli 1898 in Eisenberg (Pfalz); † 11. Januar 1971 ebenda) war ein deutscher Landespolitiker (SPD).
Diehl besuchte die Volksschule und war danach 1912 bis 1938 im Tonbergbau tätig. 1938 bis 1946 war er Werkmeister in der Schamotte-Industrie.
1924 wurde Diehl Mitglied der SPD. Er war langjähriger stellvertretender Vorsitzender des SPD-Ortsvereins. 1946 wurde er Mitglied des Gemeinderats Eisenberg und war von 1946 bis 1953 ehrenamtlicher und von 1953 bis 1963 hauptamtlicher Bürgermeister von
Eisenberg. Er war Mitglied des Kreistags und Kreisausschusses.
Er gehörte vom 18. Mai 1951 bis zum 31. Mai 1955 als Abgeordneter dem Landtag Rheinland-Pfalz an. Im Landtag war er Mitglied im Agrarpolitischen Ausschuss und im Haushalts- und Finanzausschuss.
Daneben war er seit 1916 Gewerkschaftsmitglied und von 1921 bis 1933 Turnwart des Arbeiter Turn- und Sportvereins. Die „Bürgermeister-Diehl-Straße“ in Eisenberg ist nach ihm benannt.
Josef Diehl war verheiratet mit Maria, geb. Deibel (1904–1986). Zusammen hatten sie fünf Kinder.